# 9-е правительство Республики Македония
Четвёртый кабинет премьер-министра Николы Груевского с 19 июня 2014 года, был сформирован после победы на парламентских выборах правящей партии ВМРО-ДПМНЕ.
Партии, вошедшие в правительство:
- Внутренняя македонская революционная организация — Демократическая партия за македонское национальное единство (ВМРО-ДПМНЕ)
- Демократический союз за интеграцию (БДИ-ДУИ)
- Объединённая партия Освобождения (ОПЕ)

### Состав
- Никола Груевский (ВМРО-ДПМНЕ) — председатель правительства — премьер
- Зоран Ставревский (ВМРО-ДПМНЕ) — вице-премьер-министр финансов
- Муса Цафери (БДИ-ДУИ) — вице-премьер по выполнению Рамочного договора
- Владимир Пешевский (ВМРО-ДПМНЕ) — вице-премьер по экономическим вопросам
- Фатмир Бесими (БДИ-ДУИ) — вице-премьер по евроинтеграции
- Никола Попоский (ВМРО-ДПМНЕ) — министр иностранных дел
- Зоран Жолевский (ВМРО-ДПМНЕ) — министр обороны
- Митко Чавков (ВМРО-ДПМНЕ) — министр внутренних дел
- Аднан Яшари (БДИ-ДУИ) — министр юстиции
- Владо Миссайловский (ВМРО-ДПМНЕ) — министр транспорта и коммуникаций
- Крешник Бектеши (БДИ-ДУИ) — министр экономики
- Михаил Цветков (ВМРО-ДПМНЕ) — министр сельского хозяйства, лесов и вод
- Никола Тодоров (ВМРО-ДПМНЕ) — министр здравоохранения
- Абдилачим Адеми (БДИ-ДУИ) — министр образования и науки
- Иво Ивановский (ВМРО-ДПМНЕ) — министр информационного общества и администрации
- Лирим Шабани (БДИ-ДУИ) — министр по делам общин
- Елизабета Канчевска-Милевска (ВМРО-ДПМНЕ) — министр культуры
- Диме Спассов (ВМРО-ДПМНЕ) — министр труда и социальной политики
- Нурхан Изайри (БДИ-ДУИ) — министр окружающей среды и территориального планирования
- Фуркан Чако (БДИ-ДУИ), Неджет Мустафа (ОПЕ), Веле Самак (незав.), Билл Павлеский (незав.), Джерри Наумофф (незав.), Визар Фида (незав.), Горан Миковский (незав.) — министры без портфеля

10 июля 2009 года в составе правительства произошли изменения: министр финансов Трайко Славевский был смещён со своего поста и заменён вице-премьером Зораном Ставревским. Вице-премьером по экономическим вопросам стал Владимир Пешевский. Аце Спасеновский и Перо Стояновский также подали в отставку. Несколькими днями ранее со своего поста ушёл Ивица Боцевский. На его место назначен Васко Наумовский.